# Andreas Moritz (Silberschmied)
Andreas Moritz (* 16. Mai 1901 in Halle (Saale); † 15. Februar 1983 in Würzburg), eigentlich Moritz Max, war ein deutscher Silberschmied und Hochschullehrer.

## Leben

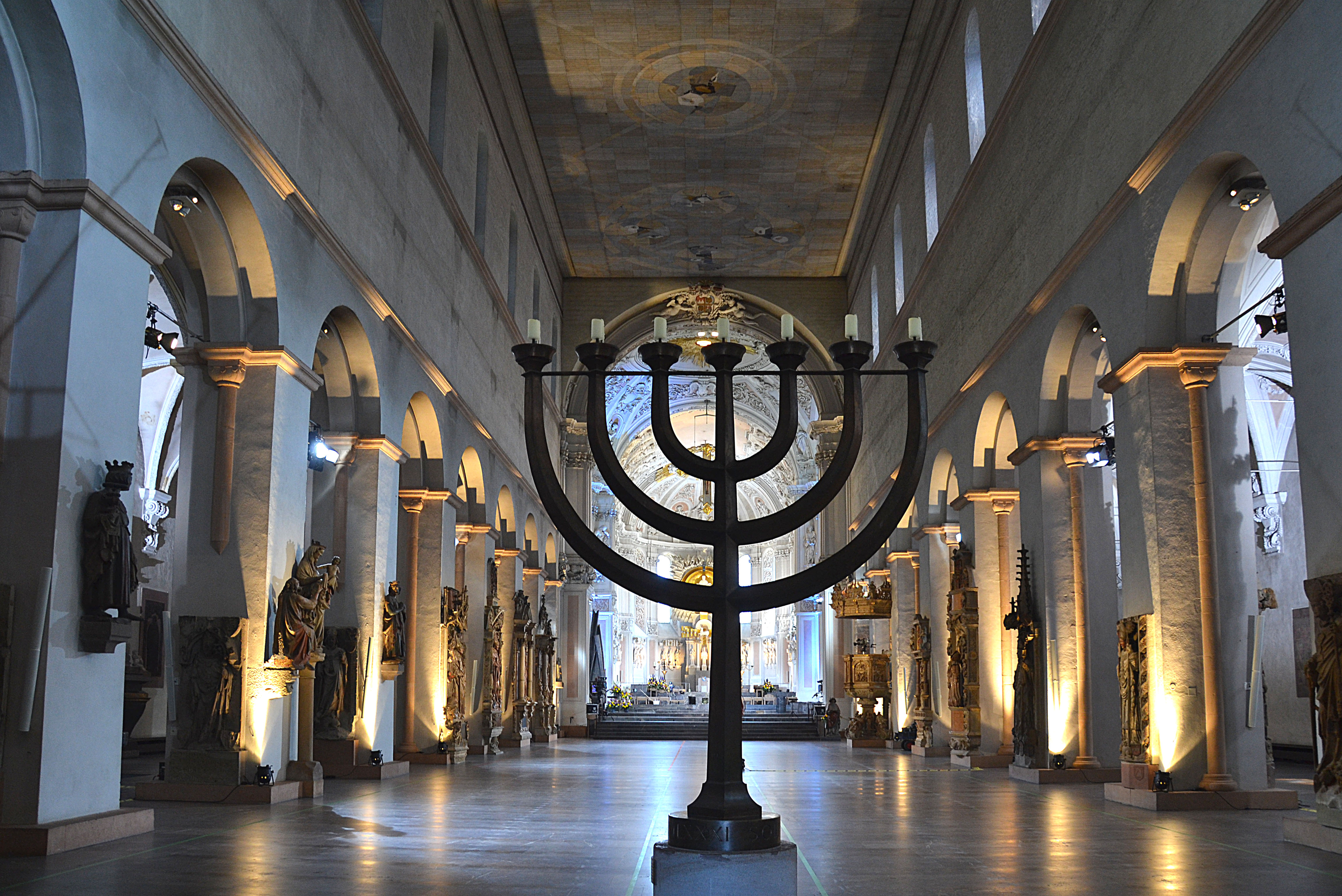
Siebenarmiger Leuchter aus Bronze von Andreas Moritz im Würzburger Dom

Nach einer Werkzeugmaschinenlehre begann Moritz ein Maschinenbaustudium in Karlsruhe, wechselte jedoch 1922 an die Kunsthochschule Burg Giebichenstein in Halle, wo er bei Karl Müller und Erich Lenné ein Studium zum Silberschmied absolvierte. Ab 1925 studierte er an den Vereinigten Staatsschulen für freie und angewandte Kunst in Berlin bei Bruno Paul. Hier lernte er auch den Bildhauer Georg Kolbe kennen, dem er unter anderem bei der Ausführung des Rathenau-Denkmals im Volkspark Rehberge half. Zwischen 1933 und 1939 hielt er sich hauptsächlich im europäischen Ausland auf, unter anderem in London. Während des Zweiten Weltkriegs wurde Moritz als Soldat eingezogen und geriet gegen Kriegsende in französische Gefangenschaft, aus der er 1946 wieder entlassen wurde. Anschließend war er Kunsterzieher an einer Schule.
1947 gründete er schließlich im südbadischen Hinterzarten eine eigene Werkstatt. 1952 folgte ein Lehrauftrag an der Akademie der Bildenden Künste Nürnberg als Leiter der Klasse für Gold- und Silberschmiede. Von 1954 bis zu seiner Emeritierung 1969 wirkte er dort als Professor. 1976 wurde er als korrespondierendes Mitglied in die Bayerische Akademie der Schönen Künste aufgenommen.
Als Andreas Moritz einen Schlaganfall erlitt, war seine Schaffenskraft handwerklich eingeengt. Zum Glück hatte er seinen Meisterschüler Horst Bühl (1940–2018) in der Nähe, der fortan im wahrsten Sinne als seine rechte Hand viele begonnene Werkstücke nach Anweisungen zu Ende führte und den Fortgang größerer Projekte überwachte.

## Werk
Stilistisch vom Bauhaus beeinflusst, entwarf er unter anderem Besteck, Gefäße und Schmuck. Außerdem gestaltete er zahlreiche Kunstwerke für Kirchen im In- und Ausland. Auch wenn in Moritz’ Werk Ideen des Deutschen Werkbundes und des Staatlichen Bauhauses anklingen, fühlte er sich doch eher als Einzelgänger, indem er bevorzugt Edelmetalle und Edelsteine verwendete und anstelle einer kunstgewerblichen Massenproduktion individuelle Einzelanfertigungen für den sakralen oder gehobenen privaten Gebrauch schuf.
„Jeder Gegenstand muss seiner Aufgabe entsprechen. Form und Funktion gehören untrennbar zusammen, und für mich ist die reine, schmucklose Form das geeignete Gestaltungsmittel für alle Bereiche“, schrieb er 1979.
Sein schöpferisches Wirken sah Moritz als großes Ganzes, und so stiftete er sein Lebenswerk, etwa 300 Teile, an das Germanische Nationalmuseum in Nürnberg. Lediglich ein paar besondere Einzelstücke, so zum Beispiel der Tabernakel der Friedenskirche in Hiroshima oder der Siebenarmige Leuchter im Würzburger Dom, fanden den Weg an andere Orte oder Personen.

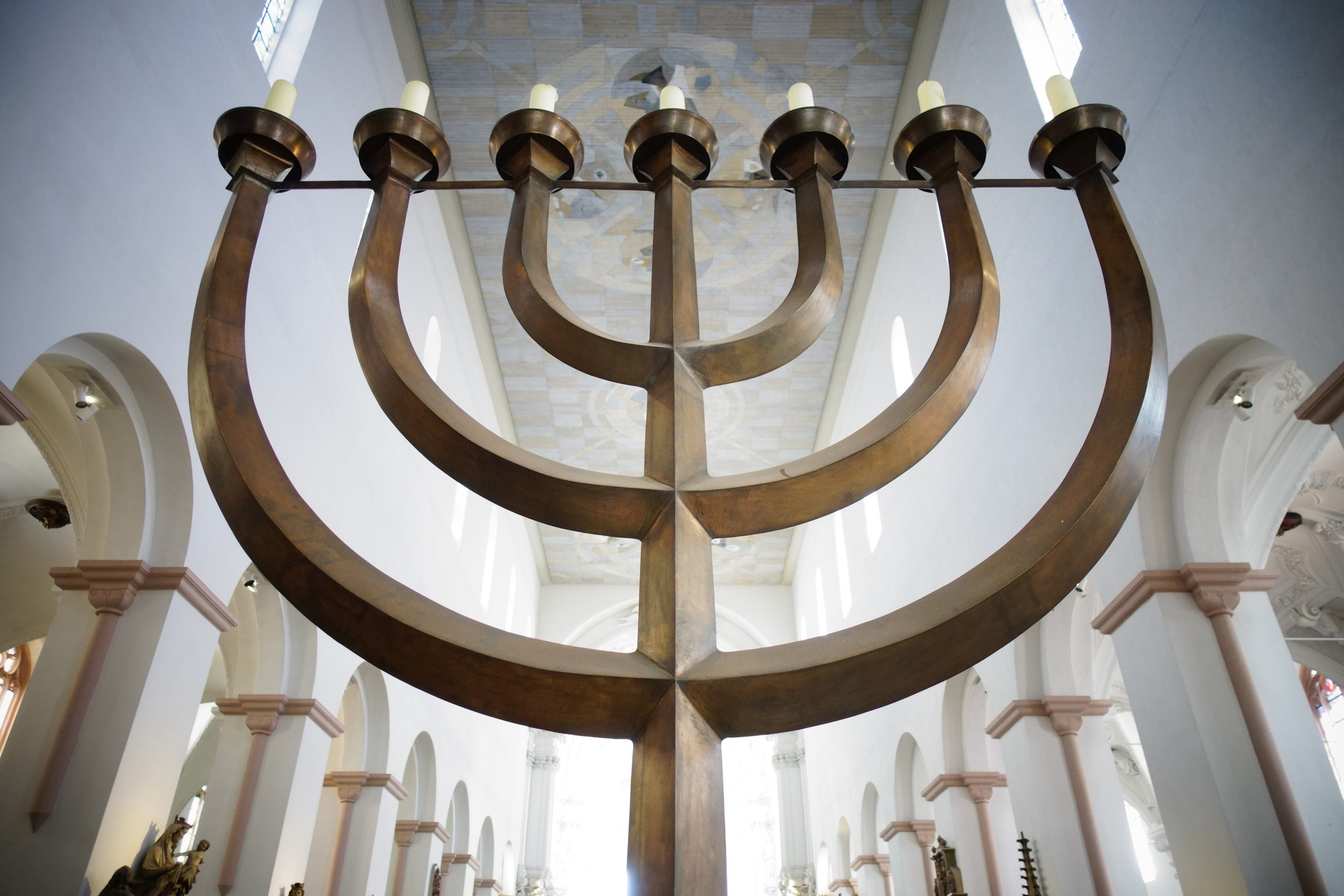
Siebenarmiger Leuchter im Würzburger Dom

Mehrere Einzelausstellungen würdigten sein Werk, so 1969 in Nürnberg und 1971 im Kunstgewerbemuseum Berlin und in der Kunsthalle Düsseldorf. Werke von Moritz befinden sich unter anderem in den Sammlungen des Germanischen Nationalmuseums Nürnberg, des Grassimuseums für Angewandte Kunst Leipzig und des Metropolitan Museum of Art New York.

## Literatur

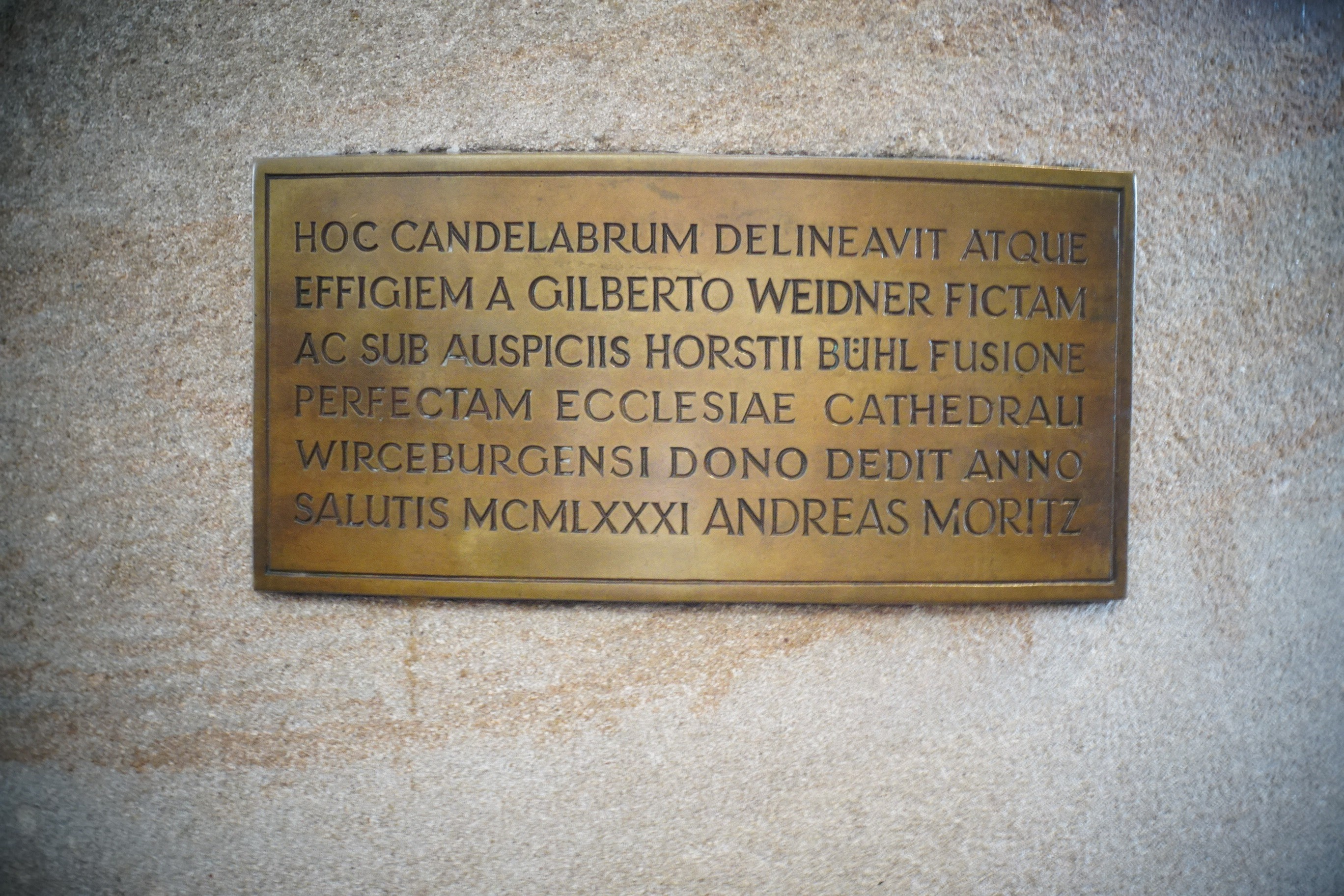
Widmungsplakette am Siebenarmigen Leuchter

## Weblinks

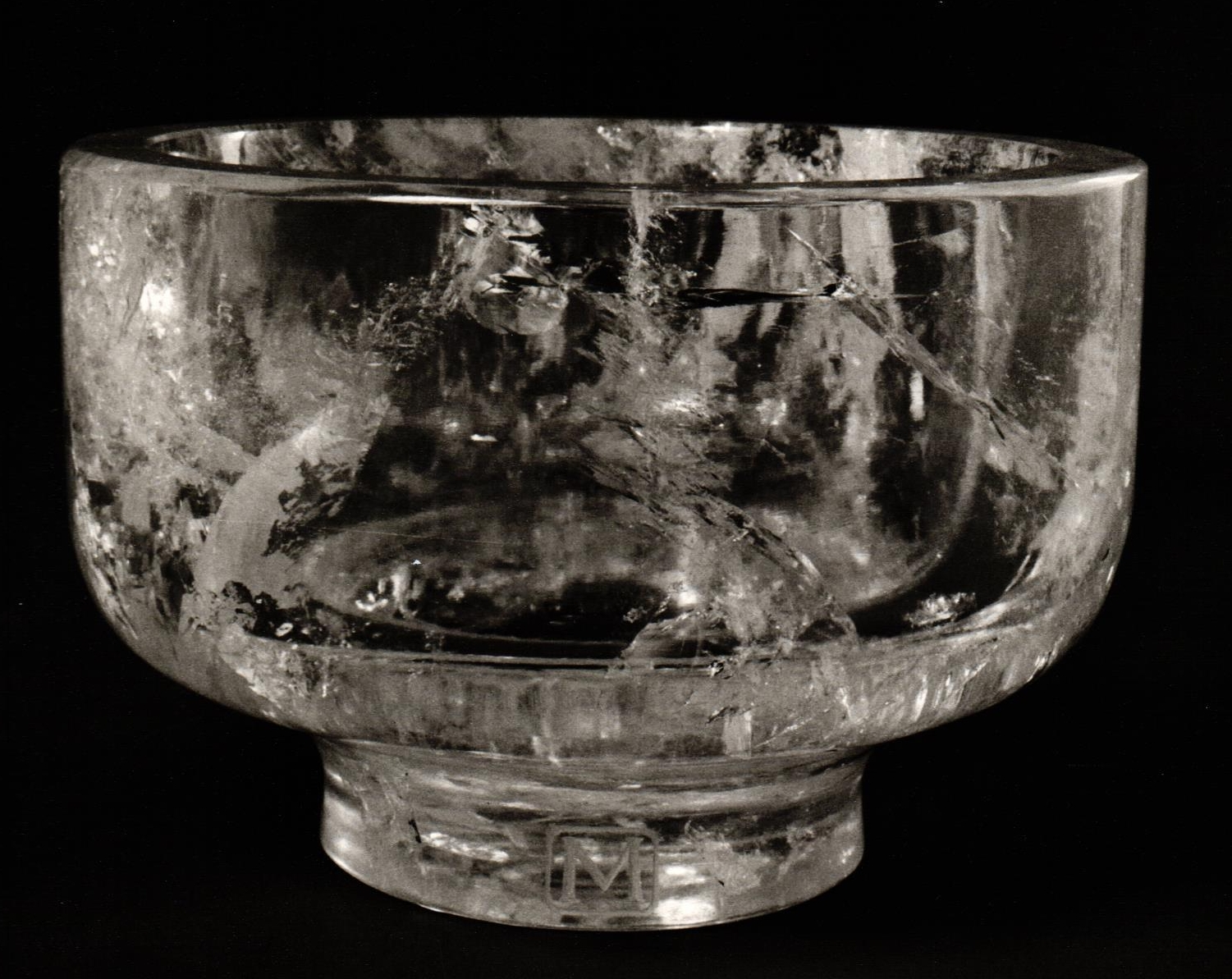
Bergkristallschale von Andreas Moritz